# Вьюково (Брянская область)
Вьюково — деревня в Суражском районе Брянской области России. Входит в состав Дегтярёвского сельского поселения.

## География
Деревня находится в северо-западной части Брянской области, в зоне хвойно-широколиственных лесов, в пределах части Приднепровской низменности, на берегах реки Ясенова, при автодороге 15К-2503, на расстоянии примерно 34 км (по прямой) к северо-востоку от города Сураж, административного центра района. Абсолютная высота — 160 м над уровнем моря.

### Климат
Климат характеризуется как умеренно континентальный с достаточным увлажнением, тёплым летом и умеренно холодной зимой. Среднегодовая многолетняя температура воздуха составляет 5,4 °С. Средняя температура воздуха самого тёплого месяца (июля) — 18,1 °C (абсолютный максимум — 37 °C); самого холодного (января) — −8…−7,5 °C (абсолютный минимум — −37 °C). Период активной вегетации растений (с температурой выше 10 °С) составляет 144 дня. Среднегодовое количество атмосферных осадков составляет 554 мм, из которых большая часть (285 мм) выпадает в тёплый период. Снежный покров держится в течение 120—130 дней.

### Часовой пояс
Деревня Вьюково, как и вся Брянская область, находится в часовой зоне МСК (московское время). Смещение применяемого времени относительно UTC составляет +3:00.

## История
До 1929 входила в Рославльский уезд Смоленской губернии (с 1861 - в составе Католинской волости, 
с 1924 в Корсиковской волости); 
в 1929-1963 в Мглинском районе. 
До 2005 - центр Вьюковского сельсовета.
В середине XX века - колхоз "Красный ручей"; действовал кирпичный завод.

## Население
| 2010 | 2013 |
| ---- | ---- |
| 266  | ↘258 |

570 человек (1904), в национальной структуре населения русские составляли 98 % из 278 человек (2002).